# Hyannis, Nebraska
Hyannis, Nebraska (енгл. Hyannis) град је у америчкој савезној држави Небраска.

## Демографија
По попису из 2010. године број становника је 182, што је 105 (-36,6%) становника мање него 2000. године.
| Група             | 2000.       | 2010.       |
| Белци             | 279 (97,2%) | 175 (96,2%) |
| Афроамериканци    | 0 (0,0%)    | 0 (0,0%)    |
| Азијати           | 0 (0,0%)    | 0 (0,0%)    |
| Хиспаноамериканци | 8 (2,8%)    | 3 (1,6%)    |
| Укупно            | 287         | 182         |